# Sergej Poltorackij
Sergej Aleksandrovič Poltorackij (in russo Сергей Александрович Полторацкий?; Proskuriv, 28 ottobre 1947) è un ex sollevatore sovietico campione mondiale ed europeo che ha gareggiato nelle categorie dei pesi medio-massimi (fino a 90 kg.) e dei pesi massimi primi (fino a 100 kg.).

## Carriera
Nel 1974 Poltorackij vinse il titolo nazionale sovietico nella categoria dei pesi medio-massimi e venne convocato per i Campionati europei di Verona dello stesso anno, ottenendo la medaglia di bronzo con 362,5 kg. nel totale.
Pochi mesi dopo vinse la medaglia d'argento ai Campionati mondiali di Manila con 367,5 kg. nel totale, battuto dal connazionale David Rigert (387,5 kg.).
L'anno seguente Poltorackij si piazzò al 2º posto ai Campionati mondiali ed europei di Mosca con 372,5 kg. nel totale, ancora dietro a Rigert (377,5 kg.), ottenendo, pertanto, la medaglia d'argento in entrambe le manifestazioni.
Nel 1976 partecipò alle Olimpiadi di Montréal, non riuscendo a classificarsi per aver fallito i tre tentativi di ingresso nella prova di strappo.
Si rifece, però, un anno dopo ai Campionati mondiali ed europei di Stoccarda, conquistando la medaglia d'oro con 375 kg. nel totale, battendo il tedesco occidentale Rolf Milser (370 kg.) ed il cubano Alberto Blanco-Fernández (355 kg.).
Dopo questo successo Poltorackij non riuscì più ad ottenere risultati di rilievo a livello internazionale e nel 1980 concluse la propria carriera agonistica, durante la quale stabilì tre record mondiali, di cui uno nella prova di distensione lenta dei pesi medio-massimi, uno nella prova di strappo dei pesi massimi primi ed uno nella prova di slancio dei pesi massimi primi.